# Mallemoisson
Mallemoisson é uma comuna francesa na região administrativa da Provença-Alpes-Costa Azul, no departamento dos Alpes da Alta Provença. Estende-se por uma área de 6,04 km². Em 2010 a comuna tinha 1 058 habitantes (densidade: 175,2 hab./km²).